# Jean Cornelis
Jean Cornelis (Lot, 2 augustus 1941 – Anderlecht, 21 maart 2016) was een Belgisch voetballer en voetbalcoach. De verdediger speelde dertien seizoenen voor RSC Anderlecht. Hij speelde ook negentien keer voor de Rode Duivels en scoorde voor zijn land tegen Engeland op Wembley.

## Carrière
Cornelis begon op twaalfjarige leeftijd met voetballen bij het plaatselijke VC Lot Sport. Na nog geen twee jaar kwam hij terecht bij de jeugd van RSC Anderlecht. Cornelis was een linksachter. Hij maakte in 1958 zijn debuut in het eerste elftal van de club. De Engelse trainer Bill Gormlie liet hem debuteren.
Cornelis maakte deel uit van een Anderlecht met namen als Jef Jurion, Jacques Stockman, Paul Van Himst, Wilfried Puis en Martin Lippens. In 1960 nam Pierre Sinibaldi het roer over van Gormlie. Het werd het begin van een periode die in geschiedenis van de club omschreven wordt als een Gouden Periode. Anderlecht werd vijf keer op een rij landskampioen. Cornelis bleef heel die periode een belangrijke pion in het elftal van Sinibaldi. In 1971 nam de toen dertigjarige Cornelis afscheid van de club. Hij werd op zijn positie vervangen door Jos Volders.
Zijn afscheid bij Anderlecht betekende niet het einde van z'n carrière. Cornelis ging voor één seizoen aan de slag bij SK Beveren. Ten slotte speelde hij nog één seizoen voor Crossing Schaerbeek, dat in 1973 op de laatste plaats eindigde in de competitie.
Cornelis was tot aan zijn fatale hartaanval nog actief voor zijn club Anderlecht. Hij werd 74 jaar oud.

## Clubs
- RSC Anderlecht (1958-1971) - 7x landskampioen, 1x Beker van België
- SK Beveren (1971-1972)
- Crossing Schaerbeek (1972-1973)